# 南都周刊
《南都周刊》是一份出版于中华人民共和国广东省广州市的周刊，由南方报业传媒集团主管、《南方都市报》出品，于2006年3月1日正式创刊，是中国大陸第一份按欧美国家「周末版」模式创立的周报。该刊一刊双报，逢周一出《南都娱乐周刊》，逢周五出《南都周刊》。